# Santa Maria de Palautordera
Santa Maria de Palautordera là một đô thị ởcomarca Vallès Oriental Catalonia, Tây Ban Nha. Đô thị này có diện tích 16,9 km2, dân số năm 2006 là 8099 người.